# Johan Wilhelm Wulff
Johan Wilhelm Wulff, född 22 april 1833 i Hoby prästgård, Blekinge län, död 6 september 1908 i Trelleborg, var en svensk agronom. 
Wulff hade en tid anställning vid praktiskt jordbruk, var lärare och kamrer vid Alnarps lantbruksinstitut 1861-67 och avlade därunder avgångsexamen från institutet 1866. Han öppnade 1867 lantbruksskolan i Trelleborg, vid vilken han var ensam lärare intill sin död, då skolan upphörde. Den var besökt av ett mycket stort antal elever, huvudsakligen bondsöner. 
Skolan, som åtnjöt anslag av Malmöhus läns hushållningssällskap 1873-76 och 1881-99, arbetade efter en förut ej använd metod, i det att ämnena behandlades ett i sänder i en viss följd med föredrag av läraren på förmiddagen och examination på det genomgångna på eftermiddagen, och skolans program lovade att på sex månader ge eleverna, som i regel ej hade andra förkunskaper än dem folkskolan gav, alla de kunskaper, som av vikt för den praktiska lantbrukaren kunde inhämtas vid lantbruksinstituten. Även om han ej kunde fylla detta mått, hade han otvivelaktigt en aktningsvärd del i höjningen av bondjordbrukarnas kunskapsnivå, särskilt i Skåne. Han utgav Lärobok i landtbruksbokhålleri (1867).